# Giovan Battista Crispo
Giovan Battista Crispo (Gallipoli, 1550 circa – Roma, 1598 circa) è stato un filosofo, storico, presbitero e letterato italiano.
È inoltre ricordato per essere stato cameriere d'onore di Papa Sisto V.
(Antonio Possevino, Apparato sacro, tomo II)

## Biografia
Nato a Gallipoli, in provincia di Lecce, intorno al 1550, era figlio di un ricco mercante di Napoli e di Giulia Soffianò, dama della stessa Gallipoli. Sin da piccolo fu educato a studi classici e filosofici. La data di nascita è alquanto dubbia in quanto nel registro della Basilica pontificia Cattedrale di Sant'Agata di Gallipoli non risulta alcuna fonte che testimoni la nascita del filosofo. Lasciò in seguito la città di Gallipoli, allora città mercantile, e si recò a Napoli dove seguì studi sulla metafisica di Aristotele, su Platone e su Socrate.
Divenne amico di Giovan Battista Caracciolo, Alfonso Rota, Antonio Cardines, del cardinale Francesco Toledo, Odoardo Farnese e Bernardo Cardines; successivamente, per sopravvenute difficoltà economiche, fu lettore presso i padri olivetani e precettore in casa di Angelo Di Costanzo e Flaminio Caracciolo; strinse amicizia con Federigo Borromeo e il cardinale Roberto Bellarmino che si distinse nel combattere le riforme protestanti del 1500. Conobbe poi Clemente VII ed il celebre scrittore Torquato Tasso,autore della Gerusalemme liberata. Tra le opere da ricordare un'orazione latina ad Annibale Balsamo del dicembre 1571. È da ricordare anche in quanto trovò e salvò a Napoli l'Arcadia di Jacopo Sannazaro. Fu chiamato ad essere lettore presso la Congregazione olivetana.

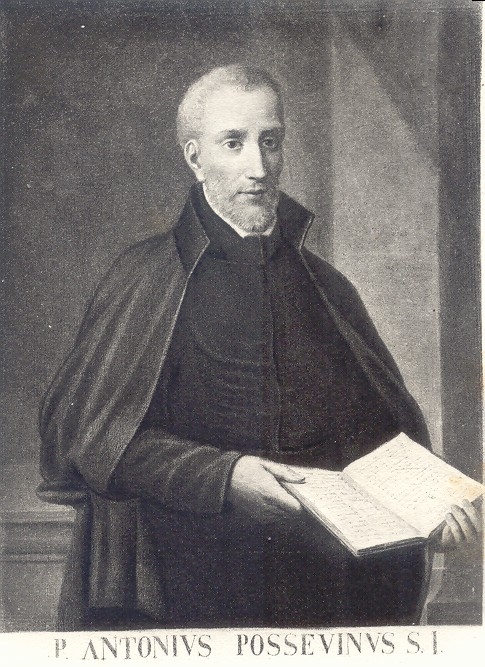
il padre gesuita Antonio Possevino

Secondo il De Angelis (II, p. 56), infine, il Crispo avrebbe lasciato manoscritti la seconda e terza parte del De ethnicis philosophis, Dissertazioni, Discorsi, le Animadversione in animarium platonicum Marsilii Ficini, oltre a varie poesie delle quali, tuttavia, si è persa ogni traccia.
Alcune delle sue opere sono rimaste inedite come De Ethnicis Philosophis, caute legendis, discorsi e varie poesie. Fu inoltre un presbitero molto stimato e apprezzato dal clero della provincia, della diocesi e dal suo eminente Vescovo; fu un uomo dedito alla vita religiosa, molto pio ed incline alla pietà.
Domenico De Angelis scrisse al filosofo gallipolino un'opera intitolata "Vita di Giovan Battista Crispo" dedicata ad Alfonso Filomarini; una parte di essa recita così: 

## Ultimi anni
Il Crispo stava per ricevere un'alta Prelatura ecclesiastica ma purtroppo non la ricevette mai in quanto fu colpito molto probabilmente da una "febbre di mal indole".
La data della morte è incerta e a seconda degli autori, è collocata tra il 1595 e il 1598; è sicuro però, che egli morì a Roma a causa di una forte febbre, mentre si trovava in vacanza nella villa del Cardinale Castruccio. Lo storico gallipolino Bartolomeo Ravenna,sostiene che egli morì nel 1595.
Giovan Battista de Tomasi (anch'egli gallipolino) scrisse nel 1814 a Napoli:
(G.B. De Tommasi, Biografia degli uomini illustri del Regno di Napoli)
La sua figura risulta essere molto importante in quanto elogiato ed esaltato da numerosi scrittori; il De Angelis lo descrive come un uomo poliedrico: filosofo, teologo, scienziato, musicista, giureconsulto, oratore, matematico, storico e poeta.
Attualmente nel centro storico di Gallipoli gli è dedicata una piccola via e una corte.